# Hirschberg (Kreuth)
Der Hirschberg ist ein 1670 m hoher Berg in den Bayerischen Voralpen südlich des Tegernsees.
Der Gipfel ist als leichte Bergwanderung entweder von Scharling, Kreuth oder Bad Wiessee aus erreichbar, wobei alle drei Möglichkeiten unschwierig sind. Unterhalb des Gipfels liegt auf 1511 m das ganzjährig bewirtschaftete Hirschberghaus. Der Hirschberg gilt als Tegernseer Aussichtsberg mit weit reichendem Panorama nach allen Richtungen. Im Winter wird er gerne mit Skiern von Kreuth über die Rauheck-Alm oder zu Fuß von Scharling bestiegen. Der Weg führt problemlos über die Rodelbahn bis zur Hirschlacke, dann steil und manchmal eisig über den sogenannten Kratzer zum Hirschberghaus und schließlich über den freien Rücken zum Gipfel. Der Sommerweg ist im Winter lawinengefährdet und sollte nicht begangen werden.
Der eben erwähnte Kratzer ist ein 1.544 m hoher Nebengipfel des Hirschbergs mit Gipfelkreuz und dem Hirschberghaus.